# Microleropsis rufimembris
Microleropsis rufimembris là một loài bọ cánh cứng trong họ Cerambycidae.